# Characidium gomesi
Characidium gomesi é uma espécie de peixe da família dos crenuchidae e da ordem dos caraciformes. Os machos podem alcançar 6,5 cm de comprimento. Vivem em zonas de clima subtropical, na América do Sul, mais especificamente nos rios Grande, Tietê e Paranapanema, na bacia do rio Paraná, no Brasil.